# 烏克蘭英雄
烏克蘭英雄（羅馬化：Heroi Ukrainy）是烏克蘭政府授予烏克蘭國民的最高榮譽勳章。1998年由總統列昂尼德·庫奇馬創立，現分二种：授予军人的金星勋章，授予非军人的国家勋章。1998年首任獲獎者为工業科學家鮑里斯·帕通。截至2024年12月11日，已颁发了997次。

## 历史
烏克蘭英雄勳章的前身可以追溯到苏联时期的苏联英雄金星奖章和社会主义劳动英雄奖章，前者一般授予军人，后者授予非军人的公民。1998年8月23日，總統列昂尼德·庫奇馬颁布第944/98号令，设立烏克蘭英雄勳章。和前苏联类似，勋章分为两种，金星勋章（军人）和国家勋章（非军人）。和前苏联允许重复颁发的机制不同，每人最多仅可获得乌克兰英雄“金星勋章”和“国家勋章”各一次。

## 设计
两种勋章都使用长45毫米、宽28毫米的缎带，平均分为两条色带，左蓝右黄，与乌克兰国旗颜色一致。缎带通过一个金制挂链与金制奖章相连，奖章的背面刻有名字和获奖编号。

### 金星勋章
金星勋章的挂链上刻有一个较小的烏克蘭國徽三叉戟标志。奖章主体为五角星，五角星角到角的距离为35毫米。外部由橡树叶花环包围。

### 国家勋章
国家勋章的挂链上没有特殊标志。奖章主体为烏克蘭國徽三叉戟，外部由橡树叶花环包围。奖章高35毫米、宽36毫米。

## 获奖者
历年颁发数量